# Jewgienij Czerwiakow
Jewgienij Wieniaminowicz Czerwiakow (ros. Евге́ний Вениами́нович Червяко́в, ur. 27 grudnia 1899, zm. 17 lutego 1942) – radziecki aktor filmowy i reżyser. 
Popularność przyniosła mu rola Puszkina w filmie Car i poeta Władimira Gardina. Jako reżyser tworzył liryczne filmy o tematyce współczesnej, w tym adaptacje powieści Konstantina Fiedina Miasta i lata oraz Złoty dziób Anny Karawajewa.

## Wybrana filmografia

### Aktor
- 1924: Banda Knysza (Банда батьки Кныша) (epizod)
- 1925: Krzyż i mauzer (Крест и маузер)
- 1927: Car i poeta (Поэт и царь) jako Aleksandr Puszkin
- 1929: Nowy Babilon jako oficer Gwardii Narodowej
- 1932: Trzej żołnierze (Три солдата)

### Reżyser
- 1927: Car i poeta (Поэт и царь)
- 1928: Mój syn (Мой сын)
- 1928: Dziewczyna znad rzeki (Девушка с далёкой реки)
- 1929: Złoty dziób (Золотой клюв)
- 1930: Miasta i lata (Города и годы)